# ケイテー
ケイテー・テクシーノ株式会社とは、日本の合繊織物メーカーである。合繊織物（スポーツ関連織物、婦人衣料織物、ユニフォーム関連織物、繊維資材織物、産業資材織物、丸編など）を製造し、東レ、東レG、田村駒に供給している。

## 略歴
- 1910年 - 「兄弟商会」創立。
- 1911年 - 「勝山機業兄弟合資会社」設立。
- 1948年 - 「勝山兄弟株式会社」設立。
- 1970年 - 「ケイテー株式会社」社名改称。
- 2011年 - グループ経営管理部門をケイテー株式会社に残し、本業をケイテー・テクシーノ株式会社を設立し分社化。

## 関連企業
- ケイテー株式会社
- ケイテー情報システム株式会社
- 鹿谷繊維株式会社